# Cônego Marinho
Cônego Marinho este un oraș în unitatea federativă Minas Gerais (MG), Brazilia.